# Хеталия и страны Оси
«Хеталия и страны Оси» (яп. ヘタリア Axis Powers, Хэтариа Акусису Пава:дзу) — японский веб-комикс авторства Хидэкадзу Химаруи (яп. 日丸屋秀和 Himaruya Hidekazu), позже адаптированный в мангу и аниме. В произведении аллегорически изображены политические и исторические события, в основном времён Второй мировой войны, в которых различные страны показаны на основе стереотипов и олицетворены в виде людей. Главными персонажами являются страны, которые сформировали Страны Оси и антигитлеровскую коалицию — Италия (в частности северная), Германия и Япония с одной стороны и Америка, Англия (представляющий Великобританию), Франция, СССР и Китай — с другой. «Хеталия» (яп. ヘタリア) — неологизм, объединение слов хэта (яп. 下手(ヘタ), «бесполезный» по-японски) и Италия (яп. イタリア).
Изначально Химаруя создал Хеталию как веб-комикс, а позже издательством Gentosha Comics были выпущены четыре танкобона: первый — 28 марта 2008 года, второй — 10 декабря 2008 года, третий — 20 мая 2010 года, а четвёртый — 30 июня 2011 года. Первые два танкобона до сих пор возглавляют список бестселлеров газета The New York Times. Сериал был позже выпущен на Drama CD, а Studio Deen создало аниме, которое также распространялось через Интернет. По состоянию на 8 января 2010 года международное распространение аниме-сериала осуществляется Funimation Entertainment.
Основные исторические события Хеталии происходят в период между Первой мировой и Второй мировой войнами. Различные исторические события показаны в комической и сатирической форме. Исторические, политические и военные события представлены в Хеталии как социальные и романтические взаимоотношения между персонажами; в веб-комиксе в основном показаны военные и экономические конфликты.

## Основные персонажи
В Хеталии персонифицированы более 40 стран. Присутствуют в качестве людей древние империи вроде Римской и микрогосударства, такие как Силенд, Княжество Вай и Себорга.

### Страны Оси

Страны Оси слева направо: Япония, С. Италия, Германия

Членами коалиции Оси являются в первую очередь Германия, Италия и Япония, которые выступают в роли протагонистов. К державам Оси иногда причисляются и другие страны, например Австрия или Пруссия.
 Италия (яп. イタリア Итариа)
Италия, он же Феличиано Варгас (яп. フェリシアーノ・ヴァルガス Фэрисиа:но Варугасу, Feliciano Vargas) (также упоминается как Италия Венециано, イタリアヴェネチアーノ, Italia Veneziano) — главный герой, давший название всему произведению, весёлый и энергичный парень. В сериале он показан с различных точек зрения: как внук Римской империи (известного как «Дедушка Рим»), как самый слабый персонаж, как беззаботный и трусливый солдат, который все свои проблемы решает при помощи Германии. Имеет хорошие отношения с Польшей. Его артистизм и любовь к пасте и пицце являются отсылкой к итальянской культуре. Он использует свою очаровательность и милое лицо для флирта с любой девушкой, которую он встречает. Феличиано изображен как «милый неудачник». Италия представляет северную часть страны, а его старший брат Романо — Южную. Их полные имена — Венециано и Италия Романо (яп. 南イタリア Романо) и образованы от названий городов Италии — Рима и Венеции. Часто употребляет слово «Ve», которое может означать любое другое слово. В аниме обоих озвучивает Дайсукэ Намикава. В детстве Италия был известен как Чибиталия, (яп. мини-Италия) этот персонаж был озвучен Аки Канада.
 Германия (яп. ドイツ Дойцу)
Германия, также известный как Людвиг  (яп. ルートヴィッヒ Ру:товиххи, Ludwig) — трудолюбивый, умелый, собранный и серьёзный персонаж, но это совсем не мешает ему смотреть видео для взрослых. В аниме Германия является «первым среди равных» в коалиции Оси и несёт ответственность за тренировку Италии и Японии. Другой чертой его характера является отсутствие опыта в построении взаимоотношений, он уверен, что если не будет чётко следовать инструкции, то результата не добьётся. Несмотря на это, он всё более сближается с абсолютно непохожим на него Италией, которого считает своим единственным другом. Однажды Германия упоминает, что у него «сумасшедший босс» — отсылка к Гитлеру. Он любит чистоту и не представляет, как можно жить без переработки мусора. В аниме его озвучивал Хироки Ясумото.
 Япония (яп. 日本 Нихон)
Япония, также известный как Кику Хонда (яп. 本田 菊 Хонда Кику) — трудолюбивый, скромный и вежливый, но очень скрытный персонаж. Он практически ничего не знает о Западе и временами испытывает культурный шок. Молод, хотя неоднократно описывает себя как старика, с тёмно-карими глазами и чёрными волосами, что характерно для японцев. Обычно немногословен, своими манерами напоминает опытного бизнесмена. Любит возиться с техникой и неплохо рисует. Будучи островной страной, он ревностно оберегал изолированность своей нации, мотивируя это желанием сохранить в неприкосновенности уникальную японскую культуру. Роль озвучивает Хироки Такахаси.

### Союзные Силы

Союзные Силы слева направо: Россия, Англия, Америка, Китай, Франция

Союзные Силы представлены в основном США, Англией, Францией, Россией и Китаем. Часто показывается, как они собираются на военные советы, но не могут прийти к общему решению из-за дурацких пустяков. Иногда показываются и другие члены антигитлеровской коалиции, например, Канада.
 Америка (яп. アメリカ Амэрика)
Америка, также известный как Альфред Ф. Джонс (яп. アルフレッド・F・ジョーンズ Аруфурэддо F. Дзё:ндзу, Alfred F. Jones) — жизнерадостный, энергичный и упорный персонаж. По сюжету аниме его вырастил Англия, однако позже Америка отвоевал независимость. Америка очень сильно похож на своего брата, Канаду, которого часто забывают и не помнят другие страны. Самопровозглашённый лидер Союзных Сил, его фирменная фраза — «Я — герой!». Его идеи по решению мировых проблем часто являются абсурдными, но он, как правило, не обращает внимания на мнение окружающих. Его идеи и изобретения грандиозны, но бесполезны. Его страх перед привидениями удивителен в связи с дружбой с серым инопланетянином Тони, который живёт в его доме. Америка часто жуёт гамбургеры и пьёт колу, даже когда говорит. Он часто изображается как грубиян и тот, кто имеет пренебрежение к тем, кого затрагивают его действия. Несмотря на свои недостатки, он заботится о своих друзьях и всегда помогает другим. Роль озвучивает Кацуюки Кониси, который также озвучивает Канаду; Америку в детстве озвучивает Айко Ивамура.
 Англия (яп. イギリス Игирису)
Англия, также известный как Великобритания и Артур Кёркленд (яп. アーサー・カークランド А:са: Ка:курандо, Arthur Kirkland) — раздражительный молодой человек, бывший пират, теперь является циничным и острым на язык джентльменом. Наиболее яркими чертами характера являются склонность готовить ужасную еду, грубая речь и способность видеть сказочных существ, а также способность чёрной магией накладывать проклятия на врагов. Наихудшие отношения у него с Францией, с которым он вёл бесконечные войны, и Америкой, его бывшим подопечным; хотя он не слишком и дружелюбен к последнему, он относится к Америке как старший брат. В то время как его имя (означающее «Британия») обычно переводится как «Англия» фанатами и самим автором, он пользуется флагом Соединённого Королевства, потому что в иностранных языках «Англия» часто является синонимом Великобритании.
В одной главе он упоминает, что у него есть старший брат Шотландия. Химаруя подтвердил, что персонаж представляет собой лишь Англию и Соединённое Королевство в целом, а его родственниками являются Шотландия, Северная Ирландия и Уэльс. Также Англия имеет отношения с Силендом, который раздражает его тем, что, являясь микро-нацией, пытается получить признание своей независимости со стороны других стран. В аниме персонажа озвучивает Нориаки Сугияма.
 Франция (яп. フランス Фурансу)
Франция, он же Франциск Бонфуа (яп. フランシス・ボヌフォア Фурансису Бонуфоа, Francis Bonnefoy) — романтик, беззаботная личность. У него давнее противостояние с Англией, берущее начало во времена Средневековья, во время которого Франция и Англия много времени проводили вместе. Тогда же дружба и обратилась в раздор, набирающий обороты с годами. Все свои постоянные поражения Франция объясняет ничем иным, как шуткой Бога. Он считает себя старшим братом всех европейских стран, и даже упоминается, что он и есть старший брат некоторых из них. Тем не менее, зовёт Испанию своим старшим братом. Хотя он очень огорчается, если другие страны зовут их «стариками», так как считает себя молодым. Францию часто можно увидеть с розой, либо он держит её в руке, либо она оказывается единственным элементом его одежды. Роль озвучивает Масая Оносака.
 Россия (яп. ロシア Росиа)
Россия, он же Иван Брагинский (яп. イヴァン・ブラギンスキ Иван Бурагински). Самый высокий из стран, он вечно улыбается и очень силён. Обожает водку, подсолнухи и балет. Он очень обижен на Генерала Мороза, потому что тот не только использовал холод для получения преимущества в войнах, но и атакует его каждый год. Россия выглядит очень милым и добрым, но у него психическое расстройство, полученное из-за беспокойной и кровавой истории. Другие страны боятся его, особенно Прибалты (Латвия, Литва и Эстония), а он искренне недоумевает, почему. У России есть две сестры — старшая Украина и младшая Беларусь. Он становится мрачным и подавленным, когда вспоминает кого-нибудь из них, потому что Украина оставила его ради друзей в Евросоюзе, а маниакальная Беларусь хочет женить его на себе. Похоже, она — единственная страна, которую боится Россия. Он радостно объявляет, что когда-нибудь «все объединятся с Россией» («все составят одно целое с Россией»). Другую любимую фразу — «колколколкол» он использует, когда зол. Россию часто можно увидеть с краном или с киркой, а также с другим подручным и нормальным оружием. Оспаривает у Америки право на главенство среди Союзников. Также Иван единственный считает, что в «Большой Восьмерке» не хватает Китая. Сэйю — Ясухиро Такато.
 Китай (яп. 中国 Тю:гоку)
Китай, он же Ван Яо (кит. 王耀, Wáng Yào) — одна из старейших стран, бессмертен, прожил несколько тысячелетий, и считается старшим братом для всех восточноазиатских стран. Из-за Советско-китайского раскола потерял доверие к России. Любит разнообразие в пище и злится, если попадается что-то одинаковое. Китай является большим фанатом Hello Kitty и постоянно добавляет в конце предложения суффикс -ару, что является японским стереотипом о манере речи китайцев. Однако он заменяет обычное -ару на -ахэн, что значит опиум, когда разговаривает с Англией, напоминая об Опиумных войнах. У него также длинный и уродливый шрам поперёк спины, полученный от Японии во время первой японо-китайской войны. Обычно изображается с пандой. Роль озвучивает Юки Каида.

### Европа
- Южная Италия, он же Италия Романо или Ловино Варгас (яп. ロヴィーノ・ヴァルガス Рови:но Варугасу, Lovino Vargas) — вечно хмурый старший брат Венециано, любитель пасты и девушек. Часто злится на ненавистного ему Германию, справедливо полагая, что тот слишком часто перетягивает внимание его брата на себя. Несмотря на такое поведение, Южная Италия остаётся бесполезным плаксой, не способным на что-то серьёзное. Перенял кое-какие традиции Испании в те далёкие времена, когда Испания правил им. Из-за тесной связи с мафией его представление о мире несколько искажено.
- Австрия, он же Родерих Эдельштайн (яп. ローデリヒ・エーデルシュタイン Ро:дэрихи Э:дэрусютайн) — оптимистичнее и спокойнее Германии, и меньше него сосредоточен на работе. В сферу его интересов входят искусство, музыка (в частности, игра на фортепиано). У него нет чувства направления, поэтому он часто теряется. В основу этой черты характера лёг реальный случай, услышанный автором: Хидэкадзу Химаруя слышал от австрийского продавца, что тот заблудился в собственном хранилище. Австрия может выглядеть франтом, но на деле весьма бережлив. Очки Австрии символизируют его аристократизм: он выглядит гораздо проще без них. Его торчащая прядка — это Мариацелль. Выражение его лица редко меняется. Раньше, стоя во главе Священной Римской Империи, жил в особняке, но, повзрослев, начал вести очень хлопотную жизнь: успел жениться на Венгрии и развестись, влипал в разные неприятности. В войнах постоянно предавал Россию. Сэйю — Акира Сасанума[яп.], Аки Канада[яп.] (ребёнок).
- Пруссия, он же Гилберт Байльшмидт (яп. ギルベルト・バイルシュミット Гирубэруто Байрусюми:то) — был рождён 18 января[источник не указан 5048 дней] (не путать с Людвигом, который родился 14 октября[источник не указан 5048 дней]), чтобы сражаться в тех же войнах, что и Австрия, но, в отличие от Австрии, ему удалось успешно избежать женитьбы. Он только и делал, что дрался, и из-за этого стал хулиганом. Очень предан своим правителям и просто обожает «старого Фрица» (Фридриха II). Сделает всё, чтобы стать сильнее. С детства страдает манией величия. Является старшим братом Германии, часто называет его «Западом»; терпеть не может Россию. Хотя, упоминалось, что он жил с последним, но в настоящее время снова поселился с младшим братом. Левша. Любит цыплят. Сэйю — Ацуси Косака[яп.].
- Испания, он же Антонио Фернандес Карьедо (яп. アントーニョ・フェルナンデス・カリエド Анто:нё Фэрунандэсу Кариэдо) — известен как страна страсти, где никогда не садится солнце. Веселый, страстный, немного упрямый, широкой души человек. Антонио никогда не теряет надежду и уверенность в своих силах (даже если таковые отсутствуют). Иногда его очень просто обвести вокруг пальца. Его действия не всегда поддаются логике, но если Испанию спросить об этом, он свалит все на страсть. Испытывает чрезвычайные чувства к Романо. Сэйю — Го Иноуэ[яп.].
- Греция, он же Геракл Карпуси (яп. ヘラクレス・カルプシ Хэракурэсу Карупуси) — кажется беззаботным, однако всё время думает о философских проблемах, котах и снах. Очень любит кошек. А ещё у него самый длинный в мире гимн. Терпеть не может Турцию, и, несмотря на то, что он нехотя помирился с ним, они легко могут поссориться снова. Если покопаться у него в саду, можно обнаружить множество древних руин и исторических памятников, оставленных его мамой, поэтому Греция не строит ни метро, ни современных зданий. В последнее время Албания наведывалась к нему без приглашения, и это его беспокоит.
- Турция, он же Садык Аднан (яп. サディク・アドナン Садику Адонан) — бодрый мужчина в маске, который разговаривает, как житель Эдо. Страстный, жизнерадостный и дружелюбный, но очень упрям. Любит сладости, бани, шашлык и развлекать туристов. У него очень плохие отношения с Грецией. Из-за любви к соперничеству они все время ввязываются в различные соревнования. Сэйю — Такахиро Фудзимото[яп.]*.
- Швейцария, он же Баш Цвингли (яп. バッシュ・ツヴィンクリ Бассю Цувинкури) со всех сторон окружён сильными странами и помнит о своей длинной истории, полной трудностей, он во что бы то ни стало старается оставаться независимым и нейтральным. Он холоден и отчужден от всех, но Германия и Италия продолжают нарушать его покой. Швейцария ласков и добр лишь с Лихтенштейн. Сэйю — Роми Паку.
- Лихтенштейн — юная леди с сильным характером, находящаяся под опекой Швейцарии. Очень любит старшего братика. На вид кажется скромной и тихой. Очень умна и всегда ясно излагает своё мнение. Она также довольно-таки высокотехнологична. Сэйю — Риэ Кугимия.
- Польша, он же Феликс Лукашевич (яп. フェリクス・ウカシェヴィチ Фэрикусу Укасевити) — близкий друг Литвы. Хотя он кажется немного дурашливым, в нём можно обнаружить самые разные стороны. С незнакомыми людьми Польше очень неуютно, так как он застенчив, поэтому при первой встрече в общении с ним могут возникнуть трудности. Но как только Польша привыкает, то крепко привязывается к человеку. Также у него есть привычка высказывать своё мнение в грубой и прямолинейной форме. Употребляет в речи много жаргонизмов и сленг. Любит розовый цвет. Часто грозится сделать Варшаву столицей России. Сэйю — Кадзутада Танака[яп.].
- Литва, он же Толис Лоринайтис (яп. トーリス・ロリナイティス То:рису Роринайтису) — друг Польши, довольно серьёзный и очень терпеливый. Однако Литва слишком много переживает и впадает в депрессию. В советские времена у него складывалось впечатление, что вокруг него строится какой-то странный парк аттракционов. Теперь, освободившись от России, он восстанавливается рядом с Польшей. Сэйю — Кэн Такэути[яп.].
- Венгрия, она же Элизабета Хедервари (яп. エリザベータ・ヘーデルヴァーリ Эридзабэ:та Хэ:дэрува:ри) в прошлом была отважной кочевницей, любила верховую езду, и была похожей на мальчика до времени полового созревания. Старшая сестра для всех, на её помощь всегда можно рассчитывать. Обычно её поведение не лишено изящества, но изредка из-под милой улыбки проглядывает дерзкая натура. Она не ладит с Румынией; была служанкой, а позже — женой Австрии. Они разошлись после Первой мировой войны, так как Венгрия хотела экономической независимости. В детстве над Венгрией издевались Османская Империя и Золотая Орда, но потом Австрия помог ей выбраться из плена. Сэйю — Митико Нэя[яп.].
- Беларусь, она же Наталья Арловская (яп. ナターリヤ・アルロフスカヤ Ната:рия Арурофусукая) и Наташа (яп. ナターシャ Ната:ся) — очень красивая, но устрашающе суровая девушка, которая испытывает сильное чувство к своему старшему брату. Постоянно давит на него и требует, чтобы он на ней женился. Сам же Россия не испытывает к ней взаимных чувств, порой боится Беларусь и сильно беспокоится, когда она рядом. Сэйю — Урара Такано[яп.].
- Украина, она же Ольга Черненко — старшая сестра России и Беларуси. Россия описывает её как очень добрую и заботливую, рассказывает, что она по-матерински заботилась о нём и Беларуси в то время, когда они были ещё маленькими. Он также замечает, что она немного плаксива, зато с добрым сердцем. Ей тяжело двигаться из-за большой груди, от которой у неё болит спина. В детстве в обмен на то, что Россия назначил Украину преемницей Киевской Руси, Украина подарила России свой любимый шарф, который он носит до сих пор. Сэйю — Юки Масуда.
- Латвия, он же Райвис Галанте (яп. ライヴィス・ガランテ Райвису Гарантэ) — интроверт и замкнутый плакса. Испытывая сильную зависимость от России, он изо всех сил снова и снова совершал попытки оборвать эту связь, но ему это не удавалось. Несмотря на внешний небольшой возраст, много пьет. Вместе с Эстонией и Литвой составляет Прибалтийскую Тройку (прибалтийскую троицу).
- Эстония, он же Эдуард фон Бок (яп. エドァルド・フォンヴォック Эдоарудо Фонвокку) — балтийский «образцовый студент», который сумел избежать множества трудностей при помощи наработанной веками смекалки. На людях он, как правило, спокоен, рационален и ведёт себя, как бизнесмен, однако при личных встречах способен общаться в гораздо более тёплой манере. Вместе с Финляндией устраивает странные праздники, во время которых становится раскованным. От России зависим в очень малой степени. Прекрасно разбирается в информационных технологиях. Умеет играть на пианино.
- Финляндия, он же Тино Вяйнямёйнен (яп. ティノ・ヴァイナマイネン Тино Вайнамайнэн) — добрый и наивный юноша, хотя на войне или при пожаре может проявиться его грубая сила. Невероятно легко переносит морозы, обожает ходить в сауну, непобедим в стрельбе. Любит устраивать очень странные праздники, но его друг Эстония, пожалуй, превзошёл его в этом. Сэйю — Такахиро Мидзусима[яп.].
- Швеция, он же Бервальд Оксеншерна (яп. ベールヴァルド・オキセンスシェルナ Бэ:руварудо Окисэнсусеруна) — сложно понять, о чём думает этот мужчина. В глубине души он весёлый человек, но никогда не показывает этого, а в общении с внешним миром производит устрашающее впечатление. Когда-то его называли Верховным Правителем Скандинавии, но со временем он стал спокойнее и сосредоточился на росте собственного благосостояния. Его хобби — «сделай сам» и IKEA. Также любит дискутировать. Однажды назвал Финляндию «своей ж’ной». Сэйю — Кэйко Сакаи[яп.].
- Исландия — загадочный молодой человек, внешне холодный, горячий в душе. Довольно сильно отличается от остальной Европы. В последнее время он простудился и заболел, но забота со стороны России кажется ему страшно подозрительной. Имеет тупика по имени Пуффин (Puffin). Генетический анализ показал, что Исландия является братом Норвегии. Сэйю — Аюми Асакура[яп.].
- Норвегия — таинственный человек, в повседневной жизни отшельник. Вместе с ним часто рисуют тролля. Норвегия, как и Англия, умеет видеть и взаимодействовать с различными сверхъестественными существами, а также владеет магией. Всегда носит заколку в виде креста. Входит в состав Magic Trio (Англия, Норвегия и Румыния). Старший брат Исландии, однако тот не хочет его так называть из гордости. Сэйю — Ивасаки Масами[яп.].
- Дания — считается молодым, задорным и весёлым юношей, хотя он очень упрям и не очень-то прислушивается к другим. Он объявляет себя «королём Северной Европы», и говорит на диалекте Ибараки. Кроме того, ещё он алкоголик. Считает Норвегию своим лучшим другом. Сэйю — Хироси Симодзаки[яп.].
- Бельгия — хотя личность взрослая и отличается веселостью, она не выделяется среди других людей. В японской озвучке говорит на диалекте Сига. Автор описывает её характер как цуккоми («прямой человек»), и заявляет, что она часто теснит своих братьев и сестёр. Часто изображается с вафлями и другими сладостями. Сэйю — Эрико Накамура[яп.].
- Нидерланды с виду человек мрачный и замкнутый, но обожает тюльпаны и своих сестру и брата, Бельгию и Люксембург. Бельгии он даже предлагал жить вместе, но в итоге она отказалась, и с тех пор их отношения испортились. Навещал Японию во времена, когда тот не желал никого принимать, из-за чего был для Японии единственным источником информации о происходящем в мире. Курит трубку. Сэйю — Нобуя Минэ[яп.].
- Люксембург
- Силенд, он же Питер Кёркленд (яп. ピーター・カークランド Пи:та: Ка:курандо) — чудесная крошечная страна (всё ещё не признанная), оставленная Англией в океане и однажды ставшая государством. Мальчик, который бегает вокруг и вопит по-детски. Тело у него маленькое, зато сделано из стали. Безрассудно хвастается. В последнее время занимается продажей государственных титулов Америке и Японии и, в общем, живёт неплохо. Предпочитает проводить время за видеоиграми в Интернете. Сэйю — Ай Орикаса.
- Монако — младшая сестра Франции, молодая девушка. Упоминалось, что она любит балет. У Монако серьёзный, но оптимистичный склад характера.
- Болгария — очень доброжелательный юноша. Одно время тесно общался с Россией. Имеет напряженные отношения с Румынией и Венгрией, хотя уверен, что Румыния — хороший парень. Был показан в аниме, однако только в одном эпизоде. Носит оливковую военную форму. Хорошо ладит с Украиной.
- Румыния
- Молдова
- Республика Кипр
- Турецкая Республика Северного Кипра
- Княжество Себорга — младший брат Италий (хоть и самый старший из них). У него каштановые волосы и зелёные глаза. Имеет такую же прядку, как и у старших братьев, но более толстую и угловатую. Первоначально был одет в белую куртку, рубашку и брюки цвета хаки. В последующих выступлениях носит чёрные брюки и зелёную рубашку. Любит флиртовать с девушками.
- Пикардия (яп. ピカルディ Пикаруди) — честный и трудолюбивый, но бедный и нетерпеливый молодой человек.
- Священная Римская Империя — появлялся во время показа Чибиталии. Довольно вспыльчивый, но добрый и милый. Вырос хулиганом, но, как оказалось позже, влюблён в Италию, потому что думал, что он девочка. В дальнейшем сюжете не сыграл никакой роли.
- Древняя Германия (яп. 古代のドイツ Кодай но Дойцу)
- Древний Рим (яп. ローマ帝国 Ро:ма Тэйкоку)

### Другие страны
- Канада, он же Мэттью Уильямс (яп. マシュー・ウィリアムズ Масю: Вириамудзу) — очень тихий юноша. Включён в антигитлеровскую коалицию, однако из-за своей робости является второстепенным персонажем. Внешностью похож на Америку, поэтому их часто путают другие страны, особенно Англия и Куба. Безобидный парень, который в некоторых случаях недоволен Америкой, но боится высказать свои замечания. Часто появляется со своим белым медвежонком Кумадзире, который всегда забывает, как зовут его хозяина. Роль озвучивает Кацуюки Кониси, который также озвучивает Америку.
- Южная Корея, он же Им Ёнсу (кор. 임용수 / イ・ヨンス, Im Yong Soo) — очень активный юноша, всегда делающий всё по-своему. Любит заявлять, что «всё произошло от него». Хотя у него раскованная манера речи, он традиционно уважает старших и общается вежливо с теми, кто значительнее его. Его хобби — смотреть дорамы и учиться за рубежом. Похоже, больше всех ему нравится Канада. Любит интернет и игры.
- Тайвань — весёлая и великодушная островная страна. Переняла много милых и симпатичных привычек у Японии. Обожает наряжаться и при этом отлично готовит. Любит быть в центре внимания.
- Гонконг — бывшая английская колония, совсем недавно возвращенная Китаю. Сложно понять, о чём он думает. Его речь представляет собой смесь японского и английского, из-за чего он немного похож на гяруо. Когда Гонконг был под британским контролем, он любил громыхать хлопушками и фейерверками на фестивалях, чем очень пугал Англию, и тот очень ругал его за это.
- Таиланд — спокойный и дружелюбный молодой человек, весёлый, любит тайскую еду. У него привычка добавлять в конце фразы «Ана~».
- Вьетнам
- Куба — шатен, волосы заплетены в дреды. Любит носить яркую одежду. Характер у Кубы задорный, весёлый. Любит мороженое, однако из-за этого у него появились проблемы с весом. Часто путает Канаду с Америкой, поэтому первому всегда попадает за второго. Однако с Канадой у него дружеские отношения. В аниме говорит на диалекте кавати.
- Египет, он же Гупта Мухаммед Хассан (яп. グプタ・モハメッド・ハッサン Гупута Махамэддо Хассан, араб.   غوبتا حسن محمد‎) — загадочный молодой индивидуалист. Он всегда выдвигает свои условия, и он довольно упрям, но при этом дружелюбен и ценит семью. Так же, как и Греция, хранит различные памятники, доставшиеся ему от матери, так что, хотя он и не может модернизироваться, Египет не переживает по этому поводу.
- Сейшелы (яп. セーシェル Сэ:серу) — красивое островное государство в Индийском океане, которое часто называют «последним Раем». Южная девушка со смуглой кожей, чёрными волосами и красными лентами в волосах. Возможно, слишком добросердечная и немного неопрятная. Её продовольственное самообеспечение достигает 0 %, и она жалуется на высокие цены, но Франция с Англией часто навещают её, и потому она живёт довольно-таки беспечно. Она говорит на странной смеси французского, английского и ещё нескольких языков.
- Камерун — недавно разработанный персонаж, который впервые появился на эскизе к 2010 FIFA World Cup. Высокий сильный парень со «стрижкой ёжиком» и в очках. С правой стороны головы выбрита крестообразная отметина. У него есть домашний львенок по имени Коколо.
- Австралия — бывший житель большого британского дома, он покинул его, как и многие другие. Но, как и большинству других родственников Англии, ему на память достались густые брови. Часто видится с Новой Зеландией, а с недавнего времени и с Княжеством Вай. Рядом с ним постоянно его домашний питомец — злобная коала.
- Новая Зеландия — персонаж, появившийся в 2010 году на иллюстрации четвёртого тома с изображением всех стран.
- Княжество Вай (яп. ワイ Вай) — персонаж, придуманный Химаруей в 2010 году и изображённый в его блоге. Маленькое непризнанное княжество на востоке Австралии. Выглядит как девочка в шортиках, розовом плаще и с кисточкой. Возможно, является свободолюбивой младшей сестрой Австралии.
- Индия

## Медиа-издания

### Манга
Оригинальный вебкомикс Хеталия и страны Оси был адаптирован в два тома и издан Gentosha Comics. Первый том вышел в свет 28 марта 2008 года, второй — 10 декабря 2008 года, третий — 20 мая 2010 года. Второй и третий тома вышли в стандартном и специальном исполнении, включающем маленький буклет.
В январе 2009 года ресурс Anime News Network сообщил, что, начиная с апрельского выпуска, манга будет публиковаться в манга-журнале Comic Birz, принадлежащем Gentosha’е, но позже это было объявлено ошибкой. Пресс-релиз, на котором основывалось ANN, на самом деле говорил о новой работе Химаруи.

### Drama CD
Хеталия и страны Оси была выпущена в виде пяти Drama CD. Первый вышел 15 августа 2008, второй — 24 октября 2008, третий — 29 декабря 2008, четвёртый — 3 июня 2009, пятый — 15 августа 2009. Шестой анонсирован на 7 июля 2010.

### Аниме
26-серийная аниме-адаптация Хеталия и страны Оси была анонсирована 24 июля 2008 года. Режиссёром стал Сирохата Боб (Gravitation, Diamond Daydreams), а студией — Studio Deen. Показ был запланирован на Kids Station с 24 января 2009 года, но позже отменён. Но это коснулось только Kids Station; планы по распространению серий через Интернет не изменились. Возникли разногласия, когда корейцы потребовали отмены аниме, утверждая, что личность Кореи оскорбительна для них. В Kids Station заявили, что Корея не будет присутствовать в аниме и что «они не знали о критике из Кореи», и сказали, что были «различные причины», стоящие за отменой трансляции, но не объяснили, какие именно. Второй 26-серийный сезон был анонсирован 16 апреля 2009, третий — 10 декабря 2009. Четвёртый сезон назывался Hetalia: World Series и был анонсирован и показан 10 сентября 2010 года. В нём появились новые персонажи, такие как Дания и Норвегия. Пятый сезон назывался Hetalia: The Beautiful World, и был анонсирован в выпуске Comic Burz за сентябрь 2012 года. Шестой сезон Hetalia: The World Twinkle был анонсирован в выпуске Comic Birz за январь 2015 года, а первая серия вышла 3 июля 2015 года.

### Анимационный фильм
Полнометражный анимационный фильм Ginmaku Hetalia — Axis Powers Paint it, White  студии Studio Deen был анонсирован 23 сентября 2009. Официальная дата выхода — 5 июня 2010.
Сюжет фильма не сделан по манге, он полностью самостоятелен, хотя и присутствуют вкрапления из некоторых до этого не экранизированных стрипов, выкладывавшихся в блоге автора и публиковавшихся в вышедших томах.